# فرناندو سيلفا غارسيا
فرناندو سيلفا غارسيا (16 مايو 1977 بالميندرال في إسبانيا - ) هو لاعب كرة قدم أندوري في مركز الهجوم. شارك مع منتخب أندورا لكرة القدم. أما مع النوادي، فقد لعب مع نادي بطليوس ونادي سانتا كولوما ونادي فييانوفينسي ونادي أندورا لكرة القدم وAD Cerro de Reyes ‏ ونادي بينيا ديبورتيفا وImperio de Mérida CP ‏.

## وصلات خارجية
- فرناندو سيلفا غارسيا على موقع الاتحاد الدولي (مؤرشف)  (الإنجليزية)
- فرناندو سيلفا غارسيا على موقع الاتحاد الأوربي (الإنجليزية)
- فرناندو سيلفا غارسيا على موقع قاعدة بيانات كرة القدم.إي يو (الإنجليزية)
- فرناندو سيلفا غارسيا على موقع ناشيونال فوتبول تيمز (الإنجليزية)
- فرناندو سيلفا غارسيا على موقع Soccerway.com (الإنجليزية)
- فرناندو سيلفا غارسيا على موقع عالم كرة القدم.نت (الإنجليزية)